# Ferdinand Karsch-Haack
Ferdinand Karsch o Ferdinand Karsch-Haack (Muñiste, 2 de septiembre de 1853 - Berlín, 20 de diciembre de 1936) fue un aracnólogo, entomólogo y antropólogo alemán.

## Vida
Karsch nació en 1853 en Muñiste, hijo del profesor de escuela superior y entomólogo Anton Karsch. Tras la escuela en Muñiste, estudió entomología como su padre y se doctoró en la universidad de Berlín (la actual Universidad Humboldt de Berlín). Posteriormente trabajó en el Museo de Historia Natural de Berlín como asistente. Tras conseguir la cátedra en 1881, Karsch consiguió un trabajo en la Landwirtschaftliche Hochschule Berlin. Publicó un catálogo de arañas de Westfalia y trabajó como editor de las revistas científicas Berliner Entomologische Nachrichten y Entomologischen Zeitschrift.
Además de su trabajo como entomólogo, Karsch escribió muchos artículos sobre la homosexualidad en los animales, que inicialmente publicó en la revista Jahrbuch für sexuelle Zwischenstufen de Magnus Hirschfeld. En 1900, con el artículo Päderastie und Tribadie bei den Tieren («Pederastía y tribadismo en los animales») trató por primera vez de forma científica la existencia de la homosexualidad en la fauna. Le siguieron otros artículos, entre ellos la biografía Beurteilung angeblicher oder wirklicher Uranier («Evaluación de los uranios presuntos o auténticos»), Das gleichgeschlechtliche Leben der Kulturvölker - Ostasiaten: Chinesen, Japaner, Koreaner («La vida homosexual de las culturas - Asia Oriental: chinos, japoneses, coreanos») en 1906, Das gleichgeschlechtliche Leben der Naturvölker («La vida homosexual en los pueblos indígenas») en 1911, Die Homoerotik bei Paul Heyse («El homoerotismo en Paul Heyse») en 1914 y Erotische Grossstadtbilder als Kulturphänomene («Escenas eróticas en la gran ciudad como fenómeno cultural») en 1926.
Junto con René Stelter publicó en 1922 y 1923 doce ediciones de la revista Uranos. Blätter für ungeschmälertes Menschentum. Für eigene Weltdeutung ! Für fruchttragende Lebenshaltung ! Für erfüllte Gesellschaft ! («Uranos. Hojas para una humanidad íntegra. ¡Por una interpretación propia del mundo! ¡Por una actitud vital fructífera! ¡Por una sociedad plena!»).
En 1915 dejó su trabajo como docente de la Landwirtschaftlichen Hochschule de Berlín con 62 años. Posteriormente, Karsch vivió su homosexualidad de forma abierta en Berlín. Murió en 1936 a causa de una pleuritis.